# Jean-Henry Céant
Jean Henry Céant (sinh ngày 27 tháng 9 năm 1956) là một chính khách người Haiti, giữ chức Thủ tướng Haiti từ ngày 17 tháng 9 năm 2018 đến ngày 21 tháng 3 năm 2019.